# Sririta Jensen

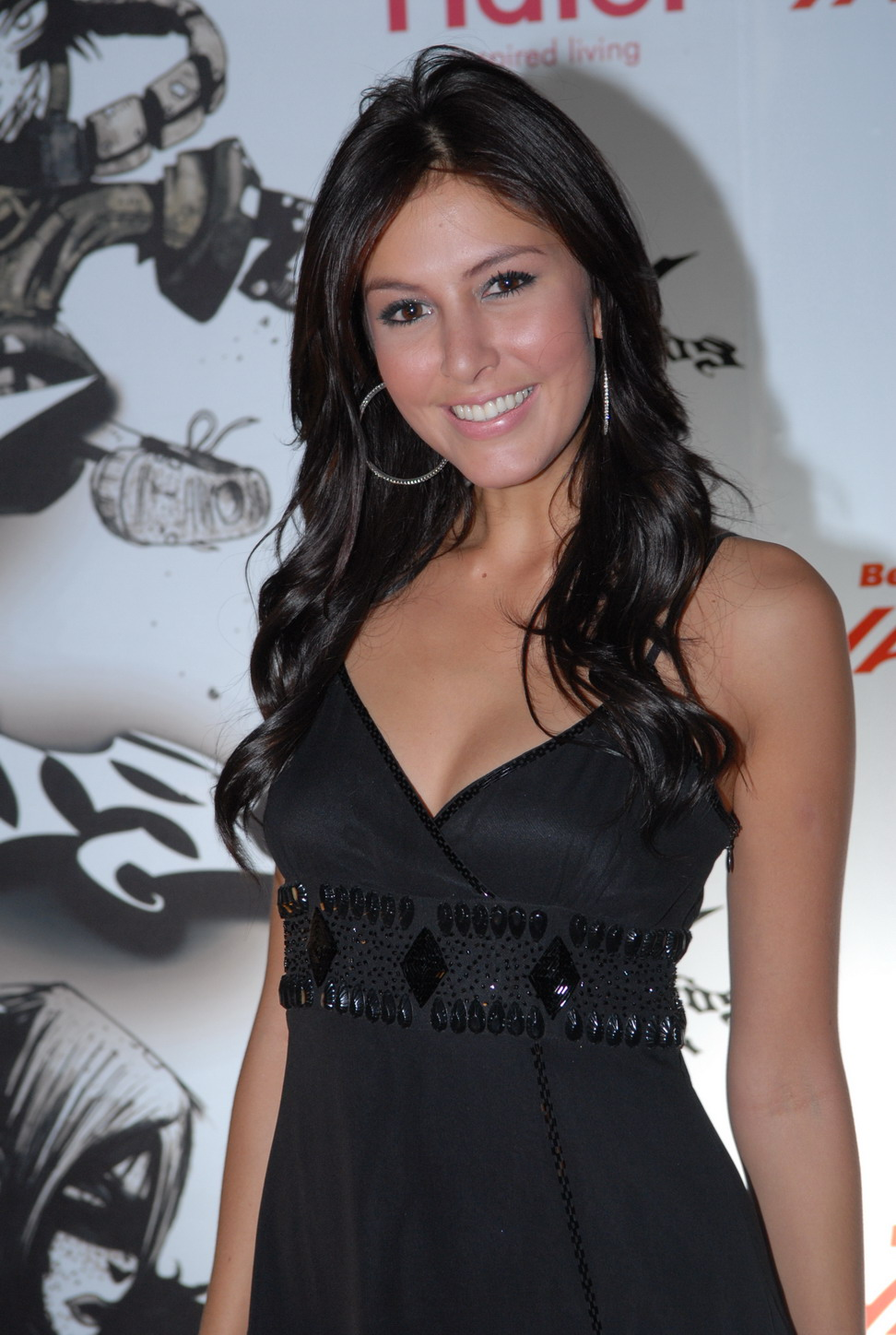
Sririta Jensen (2006)

Sririta „Rita“ Jensen (Thai: ศรีริตา เจนเซ่น; * 27. Oktober 1981) ist eine dänisch-thailändische Schauspielerin sowie ein bekanntes Fotomodell in Asien.
Sririta Jensens Schauspielkarriere begann mit Gastrollen in nationalen Fernsehrollen, wo sie wenig Beachtung fand. Dies änderte sich aber, als sie für diverse Werbekampagnen unter Vertrag genommen wurde und diese Werbeclips landesweit ausgestrahlt wurden. Sie wurde daraufhin für unzählige Fotoshootings namhafter Modemagazine gebucht und schnell über die Landesgrenzen Thailands hinaus bekannt. Vor allem in Hongkong ist sie seitdem ein gefragtes Model, aber auch eine bekannte Schauspielerin, die in einigen Film- und Fernsehproduktionen mitwirkte.
Internationale Erfolge als Schauspielerin konnte Jensen – über die Grenzen Asiens – bisher nicht verbuchen, obwohl sie im Jahr 2002 in dem Horrorfilm 999 – Final Destination Death mitspielte, welcher international in vielen Ländern vertrieben wurde.